# 8 декември
8 декември е 342-рият ден в годината според григорианския календар (343-ти през високосна). Остават 23 дни до края на годината.

## Събития
- 1204 г. – Кардинал Лъв посещава българската столица Търново и коронова от името на папа Инокентий III Калоян за крал, а архиепископ Василий получава титлата примас.
- 1476 г. – Папа Сикст IV обявява деня за празник на непорочното зачатие.
- 1506 г. – Зигмунд I е избран от Сейма за крал на Полша.
- 1854 г. – Папа Пий IX обявява догмата за непорочното зачатие на Дева Мария.

- 1863 г. – При пожар в църква в Сантяго (Чили) загиват около 2500 души.
- 1874 г. – Излиза първият брой на в. Знаме с редактор Христо Ботев.
- 1881 г. – При голям пожар в Рингтеатер (Виена) загиват около 400 души.
- 1888 г. – Петото Обикновено народно събрание на България приема закон за учредяване на висше училище в София.
- 1896 г. – Край бреговете на Испания потъва германския кораб Салер, загиват 281 души.
- 1903 г. – В България за първи път денят е честван като празник на Софийски университет и като студентски празник.
- 1914 г. – Първата световна война: Започва войната между Великобритания и Германия за Фолкландските острови.
- 1938 г. – Лаврентий Берия става комисар по вътрешните работи в правителството на СССР и дава нов тласък на репресиите.
- 1941 г. – Втората световна война: След японската атака срещу Пърл Харбър, Конгресът на САЩ приема декларация за война с Япония.
- 1941 г. – Втората световна война: Република Китай и Нидерландия официално обявяват война на Япония след японската атака срещу Пърл Харбър.
- 1943 г. – Втората световна война: Италианските войски обединени в Първа моторизирана бойна група състояща се от две дивизии – Леняно и Месина в съответствие на подписаното Примирие на Италия с антихитлеристката коалиция на 8 септември 1943 г. и обявената от Кралство Италия война на нацистка Германия на 13 октомври 1943 г. започва настъпление в започналата Битка за Монте Лунго северно от Неапол (8 – 16 декември 1943) атакувайки германските войски на този планински връх.
- 1949 г. – открито е Панагюрското златно съкровище,[1] на същия ден в ДВ, бр. 285 е обнародван Указ 949 на Президиум на Народното събрание от 3 декември променящ наименованията на 27 населени места и 10 общини.[2]
- 1963 г. – Самолетът при полет 214 на „Пан Ам“ е ударен от мълния и се разбива близо до Елктън, Мериленд и убива всички 81 души на борда.
- 1965 г. – Приключва Втория Ватикански събор.
- 1969 г. –  Самолетът при полет 954 на „Олимпик Еъруейс“ се удря в планина в Кератеа, Гърция и убива 90 души при най-смъртоносната катастрофа с „Дъглас DC-6“ в историята.
- 1974 г. – Чрез референдум Гърция отхвърля с 69,2% от гласовете кралската институция и установява парламентарна република.
- 1976 г. – „Ийгълс“ пуска на музикалния пазар своя албум Hotel California.
- 1980 г. – Марк Дейвид Чапман убива Джон Ленън в Ню Йорк.
- 1987 г. – Президентите на СССР и САЩ Михаил Горбачов и Роналд Рейгън подписват във Вашингтон Договор за унищожаване на ядрените ракети с малък и среден обсег на действие
- 1991 г. – Държавните глави на Русия, Украйна и Беларус подписват споразумение за разпускане на Съветския съюз и създаване на Общност на независимите държави.
- 1991 г. – Мирча Снегур е избран за първи президент на Молдова.
- 2004 г. – Даймбег Даръл – китаристът на американската груув метъл група Пантера, е застрелян на сцената на клуб Alrosa Villa в Калъмбъс, Охайо, минута след като е започнал шоуто с новата си група – Damageplan.

## Родени
- 65 пр.н.е. – Хораций, римски поет († 8 пр.н.е.)
- 1542 г. – Мария Стюарт, кралица на Шотландия и Франция († 1587 г.)
- 1626 г. – Кристина, шведска кралица († 1689 г.)
- 1708 г. – Франц I, император на Свещената Римска империя († 1765 г.)
- 1742 г. – Жан Серюрие, френски маршал († 1819 г.)
- 1815 г. – Адолф фон Менцел, немски художник († 1905 г.)
- 1825 г. – Андрей Бекетов, руски ботаник († 1902 г.)
- 1832 г. – Бьорнстерн Бьорнсон, норвежки писател, Нобелов лауреат († 1910 г.)
- 1861 г. – Аристид Майол, френски художник († 1944 г.)
- 1864 г. – Камий Клодел, френска скулпторка († 1943 г.)
- 1865 г. – Ян Сибелиус, финландски композитор († 1957 г.)
- 1868 г. – Николай Богданов-Белски, руски художник († 1945 г.)
- 1875 г. – Иван Караджов, български революционер († 1934 г.)
- 1879 г. – Андрей Архангелски, руски геолог († 1940 г.)
- 1886 г. – Диего Ривера, мексикански художник († 1957 г.)
- 1888 г. – Владимир Заимов, български офицер († 1942 г.)
- 1907 г. – Артин Артинян, американски филолог († 2005 г.)
- 1907 г. – Иван Попов, български учен († 2000 г.)
- 1908 г. – Сребро Бабаков, български комунист († 1950 г.)
- 1911 г. – Лий Дж. Коб, американски актьор († 1976 г.)
- 1914 г. – Полина Недялкова, първата жена-генерал от българската армия († 2001 г.)
- 1925 г. – Джими Смит, американски джаз органист († 2005 г.)
- 1926 г. – Йоахим Фест, немски историк († 2006 г.)
- 1927 г. – Владимир Шаталов, съветски космонавт († 2021 г.)
- 1930 г. – Максимилиан Шел, австрийски актьор († 2014 г.)
- 1933 г. – Спиро Дебърски, български футболист
- 1934 г. – Вили Казасян, български композитор († 2008 г.)
- 1936 г. – Дейвид Карадайн, американски актьор († 2009 г.)
- 1938 г. – Елка Бакалова, български изкуствовед
- 1938 г. – Красимира Колдамова, българска балерина
- 1943 г. – Джим Морисън, американски певец (The Doors) († 1971 г.)
- 1943 г. – Самуил Сеферов, български художник
- 1945 г. – Наташа Водин, немска пиисателка
- 1945 г. – Мариля Родович, полска поп певица
- 1953 г. – Ким Бейсингър, американска актриса
- 1955 г. – Веселин Панайотов, български учен
- 1957 г. – Фил Колин, британски рок музикант
- 1964 г. – Тери Хачър, американска актриса
- 1966 г. – Шиниъд О'Конър, ирландска певица († 2023 г.)
- 1972 г. – Златин Михайлов, български футболист
- 1973 г. – Кори Тейлър, американски певец (Slipknot)
- 1974 г. – Ирина Никулчина, българска биатлонистка
- 1976 г. – Доминик Монахан, английски актьор
- 1978 г. – Йън Сомърхолдър, американски актьор
- 1981 г. – Азра Акън, турска киноактриса
- 1982 г. – Ники Минаж, американска рапърка
- 1985 г. – Алексей Печеров, украински баскетболист
- 1986 г. – Амир Хан, британски боксьор
- 1986 г. – Кейт Воугъл, американска певица

## Починали
- 1681 г. – Герард Терборх, холандски художник (* 1617 г.)
- 1744 г. – Мари-Ан дьо Шатору, френска благородничка (* 1717 г.)
- 1793 г. – Мадам дю Бари, френска благородничка, кралска фаворитка (* 1743 г.)
- 1830 г. – Бенжамен Констан, швейцарски писател (* 1767 г.)
- 1858 г. – Райно Попович, български учител (* ок. 1773)
- 1864 г. – Джордж Бул, британски математик и философ (* 1815 г.)
- 1869 г. – Иван Момчилов, български книжовник (* 1819 г.)
- 1893 г. – Александру Чернат, румънски генерал (* 1834 г.)
- 1896 г. – Ернст Енгел, германски приложен математик – статистик (* 1821 г.)
- 1903 г. – Хърбърт Спенсър, британски философ (* 1820 г.)
- 1907 г. – Оскар II, крал на Швеция и Норвегия (* 1829 г.)
- 1911 г. – Григорий Мясоедов, руски художник, передвижник (* 1834)
- 1924 г. – Карл Антон Ларсен, норвежки изследовател (* 1860 г.)
- 1933 г. – Гонбей Ямамото, Министър-председател на Япония (* 1858 г.)
- 1938 г. – Лазар Станев, български политически деец (* 1897 г.)
- 1955 г. – Херман Вайл, германски математик (* 1885 г.)
- 1956 г. – Джеймс Ейнджъл, американски авиатор (* 1899 г.)
- 1957 г. – Джон фон Нойман, американски математик от унгарски произход (* 1903 г.)
- 1966 г. – Спас Джонев, български театрален и филмов актьор (* 1927 г.)
- 1966 г. – Христо Герчев, български общественик (* 1883 г.)
- 1978 г. – Голда Меир, министър-председател на Израел (* 1898 г.)
- 1980 г. – Джон Ленън, британски музикант и активист (The Beatles) (* 1940 г.)
- 1983 г. – Мицо Андонов, български писател и театрален критик (* 1901 г.)
- 1987 г. – Евлоги Йорданов, български футболист (* 1941 г.)
- 1992 г. – Петър Чернев, български естраден певец (* 1943 г.)
- 1996 г. – Ролф Бломберг, шведски изследовател (* 1912 г.)
- 2003 г. – Николай Бинев, български кино и театрален актьор (* 1934 г.)
- 2004 г. – Даймбег Даръл, американски музикант (Пантера, Damageplan) (* 1966 г.)
- 2005 г. – Иван Дуриданов, български лингвист (* 1920 г.)
- 2013 г. – Джон Корнфорт, австралийски химик, носител на Нобелова награда (* 1917 г.)

## Празници
- България – Студентски празник (от 1903 г.)
- Северни Мариански острови – Ден на конституцията (1977 г., национален празник)
- Узбекистан – Ден на конституцията (1993 г.)
- Румъния – Ден на конституцията
- Панама – Ден на майката
- Католическа църква – Непорочно зачатие на Дева Мария
- Будизъм – Ден на просветяването на Буда (най-важния будистки празник)